# Xã Oneida, Quận Kearney, Nebraska
Xã Oneida (tiếng Anh: Oneida Township) là một xã thuộc quận Kearney, tiểu bang Nebraska, Hoa Kỳ. Năm 2010, dân số của xã này là 482 người.